# Phaolô Tiêu Trạch Giang
Phaolô Tiêu Trạch Giang (tiếng Trung: 蕭澤江, Paul Xiao Ze-jiang; sinh 1967) là một giám mục Công giáo người Trung Quốc của Giáo hội Công giáo Rôma. Ông hiện đang giữ chức vụ Tổng giám mục chính tòa Tổng giáo phận Quý Dương. Ông cũng đồng thời là Giám mục chính tòa Giáo phận Quý Châu đối với chính quyền Trung Quốc.

## Tiểu sử
Tổng giám mục Giang sinh vào tháng 10 năm 1967, người huyện Tư Nam, tỉnh Quý Châu (Trung Quốc). Năm 34 tuổi (1994), Phó tế Tiêu Trạch Giang được phong chức linh mục. Ông từng được bầu làm Phó chủ nhiệm Hội Công giáo Yêu nước tỉnh Quý Châu, kiêm hoạt động Chủ nhiệm Ủy ban Giáo vụ.
Tháng 10 năm 2006, ông được Giám mục Anicetus Andrew Vương Sung Nhất chọn làm phụ tá cho mình. Tòa Thánh sau đó cũng công bố quyết định bổ nhiệm linh mục Phaolô Tiêu Trạch Giang làm Tổng giám mục phó Tổng giáo phận Quý Dương. Lễ tấn phong giám mục được tổ chức vào ngày 8 tháng 9 năm 2007. Ông chọn cho mình khẩu hiệu giám mục là Ad majorem gloriam Dei (Danh Chúa cả sáng). Chính quyền Trung Quốc cũng công nhận ông là Giám mục phó Giáo phận Quý Châu, một giáo phận được chính quyền Trung Quốc thiết lập bất hợp thức từ năm 1999, có địa bàn tương ứng với toàn bộ giáo tỉnh Quý Dương.
Ngày 8 tháng 9 năm 2014, Tổng giám mục Anicetus Andrew Vương Sung Nhất về hưu, trao lại giáo phận cho Tổng giám mục Kế vị Tiêu Trạch Giang.